# تپه شماره ۱ خاکعلی
تپه شماره ۱ خاکعلی مربوط به دوران‌های تاریخی پس از اسلام است و در استان قزوین، شهرستان آبیک، بخش بشاریات، شهر خاکعلی واقع شده و این اثر در تاریخ ۱۹ اسفند ۱۳۸۰ با شمارهٔ ثبت ۴۹۶۸ به‌عنوان یکی از آثار ملی ایران به ثبت رسیده است.